# واشاروشبتس
واشاروشبتس (به مجاری:  Vásárosbéc) یک منطقهٔ مسکونی در مجارستان است که در ناحیه سیگت‌وار واقع شده‌است. واشاروشبتس ۲۴٫۶۴ کیلومتر مربع مساحت و ۱۸۱ نفر جمعیت دارد.